# Pepsi 420 1984
Pepsi 420 1984 var ett stockcarlopp ingående i Nascar Winston Cup Series (nuvarande Nascar Cup Series) som kördes 14 juli 1984 på den 0,596 mile (959,170 meter) långa ovalbanan Nashville Speedway i Nashville i Tennessee. Totalt avverkades 250.320 miles (402.851 km) fördelat på 420 varv. Banunderlaget var asfalt. Loppet vanns av Geoff Bodine i en Chevrolet på tiden 3:05.38 körande för All-Star Racing. Bodines snitthastighet var 80,908 mph. Prispotten uppgick till 169 610 dollar, varav 25 800 dollar gick till segraren.

## Resultat
| Plc     | Nr | Förare          | Team/ bilägare              | Konstruktör | Start | Varv | Ledda varv |
| ------- | -- | --------------- | --------------------------- | ----------- | ----- | ---- | ---------- |
| 1       | 5  | Geoff Bodine    | All-Star Racing             | Chevrolet   | 5     | 420  | 327        |
| 2       | 11 | Darrell Waltrip | Junior Johnson & Associates | Chevrolet   | 12    | 420  | 18         |
| 3       | 3  | Dale Earnhardt  | Richard Childress Racing    | Chevrolet   | 16    | 419  | 33         |
| 4       | 47 | Ron Bouchard    | Race Hill Farm Team         | Buick       | 11    | 419  | 1          |
| 5       | 22 | Bobby Allison   | DiGard Motorsports          | Buick       | 18    | 419  | 3          |
| 6       | 44 | Terry Labonte   | Hagan Enterprises           | Chevrolet   | 8     | 419  | 0          |
| 7       | 9  | Bill Elliott    | Melling Racing              | Ford        | 2     | 419  | 2          |
| 8       | 98 | Joe Ruttman     | Benfield Racing             | Chevrolet   | 9     | 417  | 0          |
| 9       | 33 | Harry Gant      | Mach 1 Racing               | Chevrolet   | 4     | 417  | 0          |
| 10      | 12 | Neil Bonnett    | Junior Johnson & Associates | Chevrolet   | 10    | 416  | 0          |
| 11      | 4  | Tommy Ellis     | Morgan-McClure Motorsports  | Chevrolet   | 13    | 415  | 0          |
| 12      | 71 | Mike Alexander  | Marcis Auto Racing          | Oldsmobile  | 17    | 415  | 0          |
| 13      | 66 | Phil Parsons    | Johnny Hayes                | Chevrolet   | 22    | 413  | 0          |
| 14      | 27 | Tim Richmond    | Blue Max Racing             | Pontiac     | 26    | 413  | 0          |
| 15      | 7  | Kyle Petty      | Petty Enterprises           | Ford        | 15    | 413  | 0          |
| 16      | 15 | Ricky Rudd      | Bud Moore Engineering       | Ford        | 1     | 413  | 36         |
| 17      | 67 | Buddy Arrington | Arrington Racing            | Chrysler    | 28    | 412  | 0          |
| 18      | 88 | Rusty Wallace   | Cliff Stewart Racing        | Pontiac     | 6     | 411  | 0          |
| 19      | 64 | Ken Schrader    | Langley-Woodfield Racing    | Ford        | 27    | 411  | 0          |
| 20      | 45 | Jeff Hooker     | Morris-Ragan                | Pontiac     | 30    | 367  | 0          |
| 21      | 41 | Ronnie Thomas   | Ronnie Thomas Racing        | Chevrolet   | 27    | 329  | 0          |
| 22      | 48 | Trevor Boys     | Hylton Engineering          | Chevrolet   | 24    | 323  | 0          |
| 23      | 75 | Dave Marcis     | RahMoc Enterprises          | Pontiac     | 14    | 315  | 0          |
| 24      | 17 | Clark Dwyer     | Hamby Racing                | Chevrolet   | 21    | 292  | 0          |
| 25      | 43 | Richard Petty   | Curb Racing                 | Pontiac     | 3     | 212  | 0          |
| 26      | 6  | Morgan Shepherd | U. S. Motorsports Inc.      | Buick       | 25    | 185  | 0          |
| 27      | 90 | Dick Brooks     | Donlavey Racing             | Ford        | 20    | 149  | 0          |
| 28      | 84 | Jody Ridley     | Robert McEntyre             | Chevrolet   | 7     | 140  | 0          |
| 29      | 51 | Greg Sacks      | Sacks & Sons                | Chevrolet   | 23    | 117  | 0          |
| 30      | 52 | Sterling Marlin | Jimmy Means Racing          | Pontiac     | 19    | 116  | 0          |
| Källor: |    |                 |                             |             |       |      |            |